# 沙里尼
沙里尼（法語：Charigny，法語發音：[ʃaʁiɲi]）是法国科多尔省的一个市镇，属于蒙巴尔区。

## 地理
沙里尼（47°25'51"N, 4°25'29"E）面积3.07 平方千米，位于法国勃艮第-弗朗什-孔泰大區科多尔省，该省份为法国中东部省份，北起奥布省，西接涅夫勒省和约讷省，南至索恩-卢瓦尔省，东南接汝拉省，东临上索恩省，东北部与上马恩省接壤。
与沙里尼接壤的市镇（或旧市镇、城区）包括：马里尼勒卡韦、下沙里尼新城、布罗。

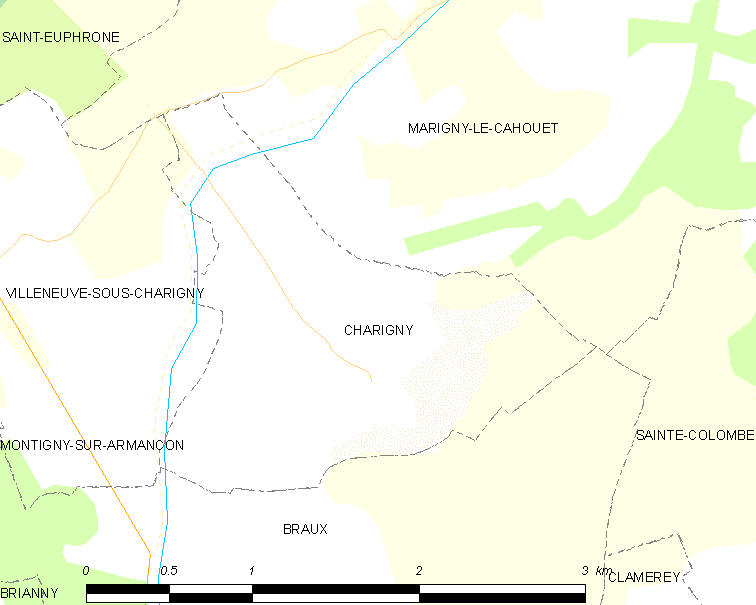
沙里尼的OSM定位图

沙里尼的时区为UTC+01:00、UTC+02:00（夏令时）。

## 行政
沙里尼的邮政编码为21140，INSEE市镇编码为21145。

## 政治
沙里尼所属的省级选区为欧苏瓦地区瑟米尔县。

## 人口

1962-2008年间沙里尼人口变化图示

沙里尼于2022年1月1日时的人口数量为36人。